# Liscia
Liscia (Le Lìsce in abruzzese) è un comune italiano di 635 abitanti della provincia di Chieti in Abruzzo. Sorge sul versante sinistro del fiume Treste, tra i rilievi abruzzesi dei Monti Frentani, e più precisamente dal lato sud del colle San Giovanni. Ha fatto parte della Comunità montana Medio Vastese fino alla sua soppressione il 31 dicembre 2011.

## Storia
La prima menzione storicamente accertata è del XII secolo quando il paese risulta feudo della contea di Monteodorisio.

## Monumenti e luoghi d'interesse
- Chiesa di San Martino. L'edificio di culto è sito in via Chiesa. La struttura religiosa risale ad un periodo precedente il 1324-25. La facciata intonacata ha un portale realizzato in pietra costruito da artisti molisani nel XVIII secolo. Il campanile ha base quadrangolare suddiviso in più piani da cornici marcapiano ed ha delle paraste simili a quelle di Celenza sul Trigno, Furci e Torrebruna. L'interno dell'edificio è ad un'unica navata stuccata in cui, ai lati, vi sono delle cappelle laterali.[7]

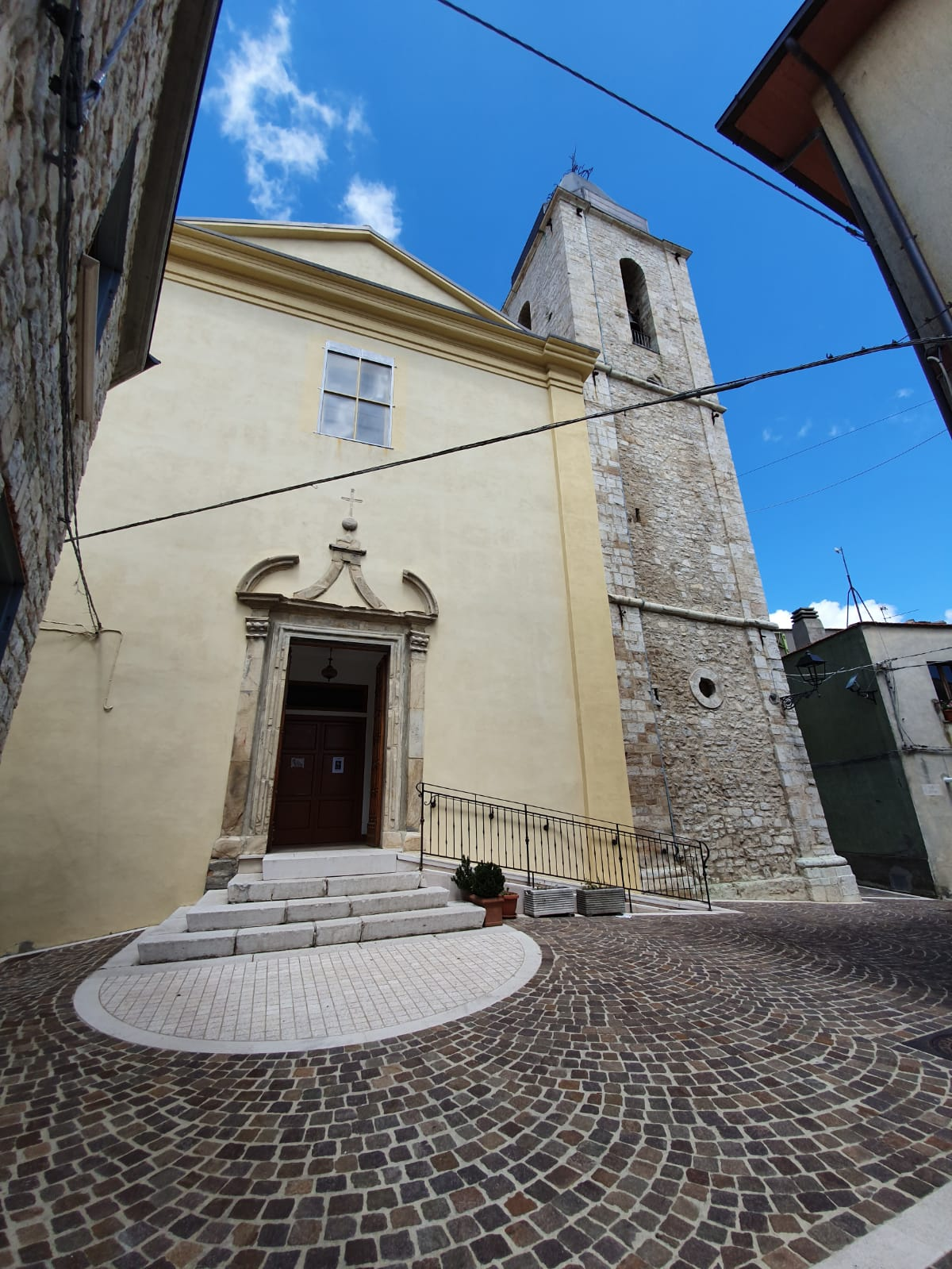
Chiesa di San Martino
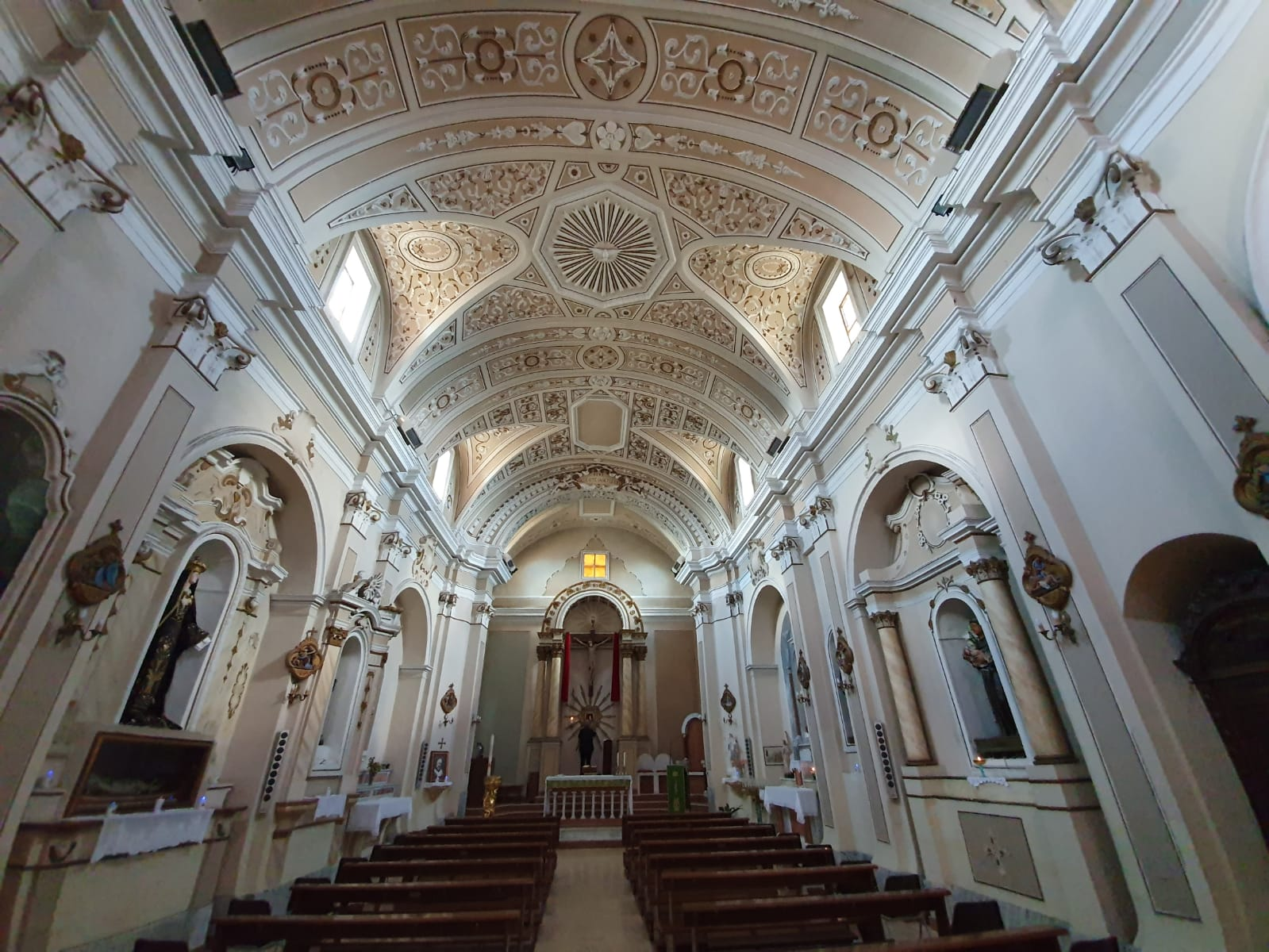
L'interno della Chiesa di San Martino

- Eremo di San Michele Arcangelo. Il complesso monastico è sito in località San Michele. L'eremo risale al XVIII secolo. L'interno è ad un'unica navata con grotta ricca di stalattiti. Sul fondo della grotta è posto un piccolo altare la cui illuminazione è garantita da una piccola lucerna ad olio. Accanto alla grotta i marchesi d'Avalos fecero erigere nel '700 una cappella votiva. L'altare della cappella consta di una statua in legno raffigurante San Michele Arcangelo risalente al medesimo periodo. La costruzione della statua viene attribuita allo scultore napoletano Giacomo Colombo In epoca barocca è stata ampliata.[8] Tuttavia l'edificio di culto, costruito davanti alla grotta non desta particolari segni d'interesse architettonico. Lo stillicidio provoca delle pozze in cui i fedeli sono soliti raccogliere l'acqua mediante mestoli di rame. Alla sinistra della grotta vi sono due piccoli vani oggi murati, verosimilmente luoghi di eremitaggio degli eremiti, mentre due pilastri nascondono l'altare centrale.[9]

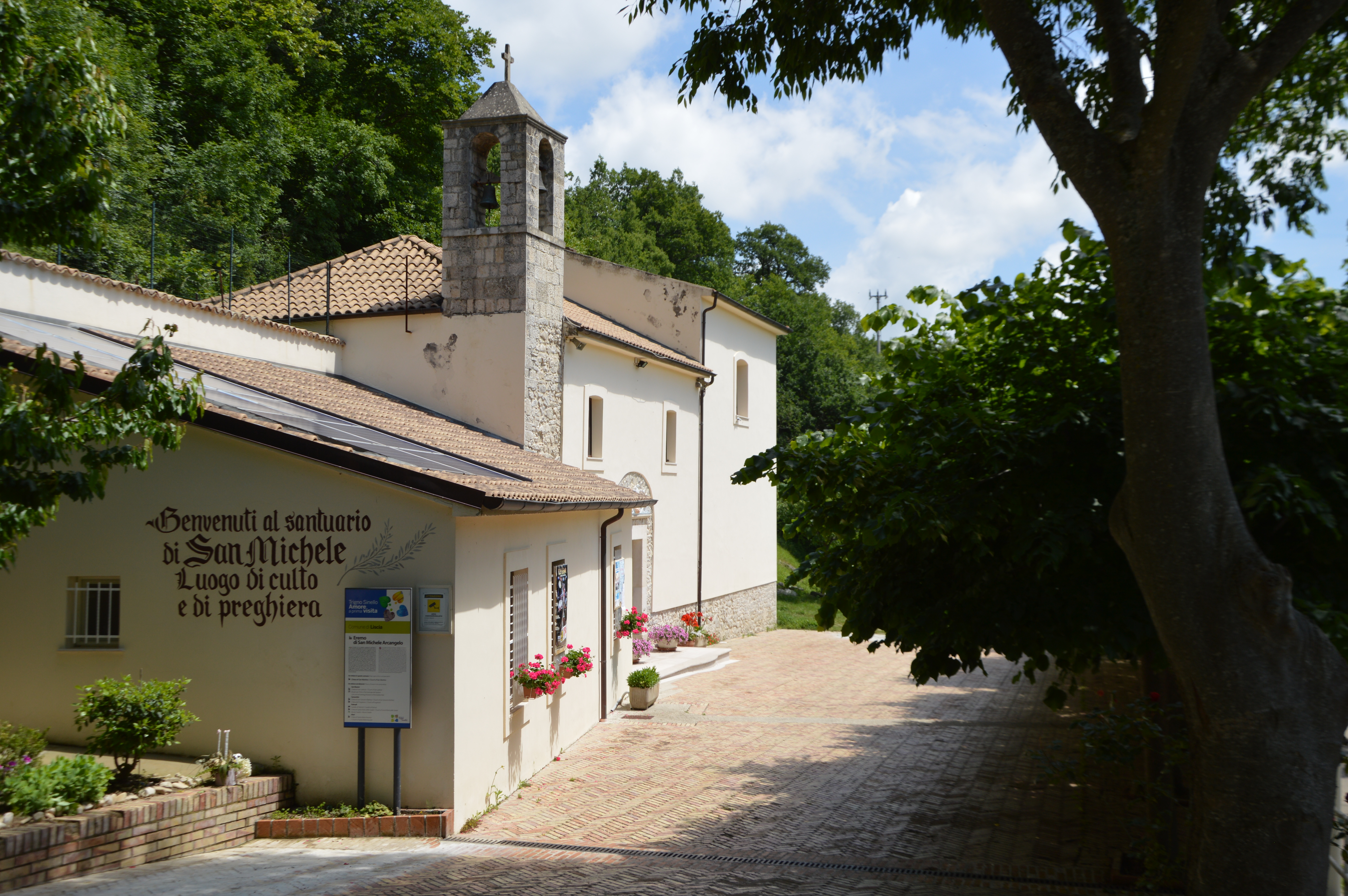
L'eremo di San Michele
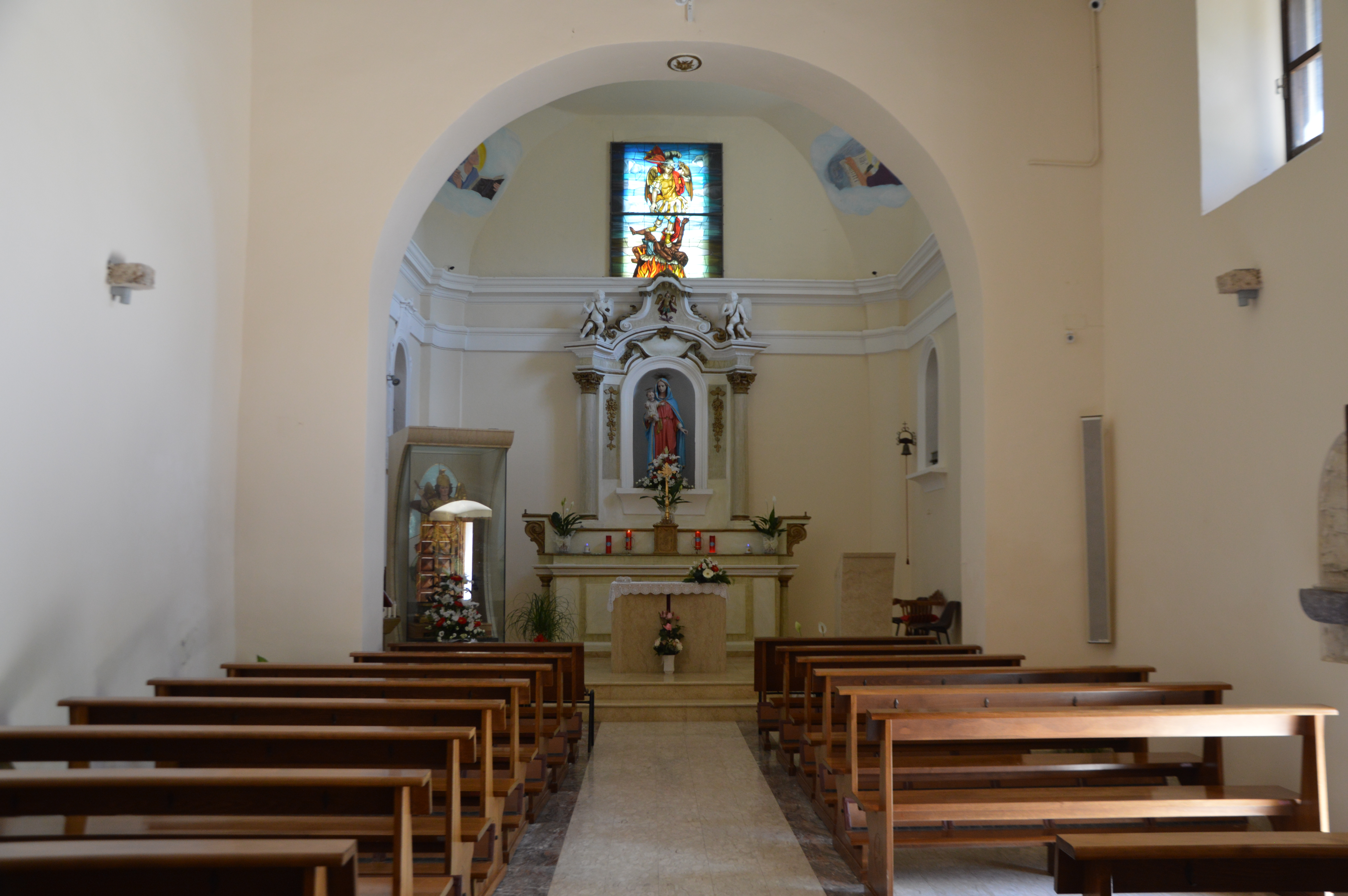
L'interno dell'eremo
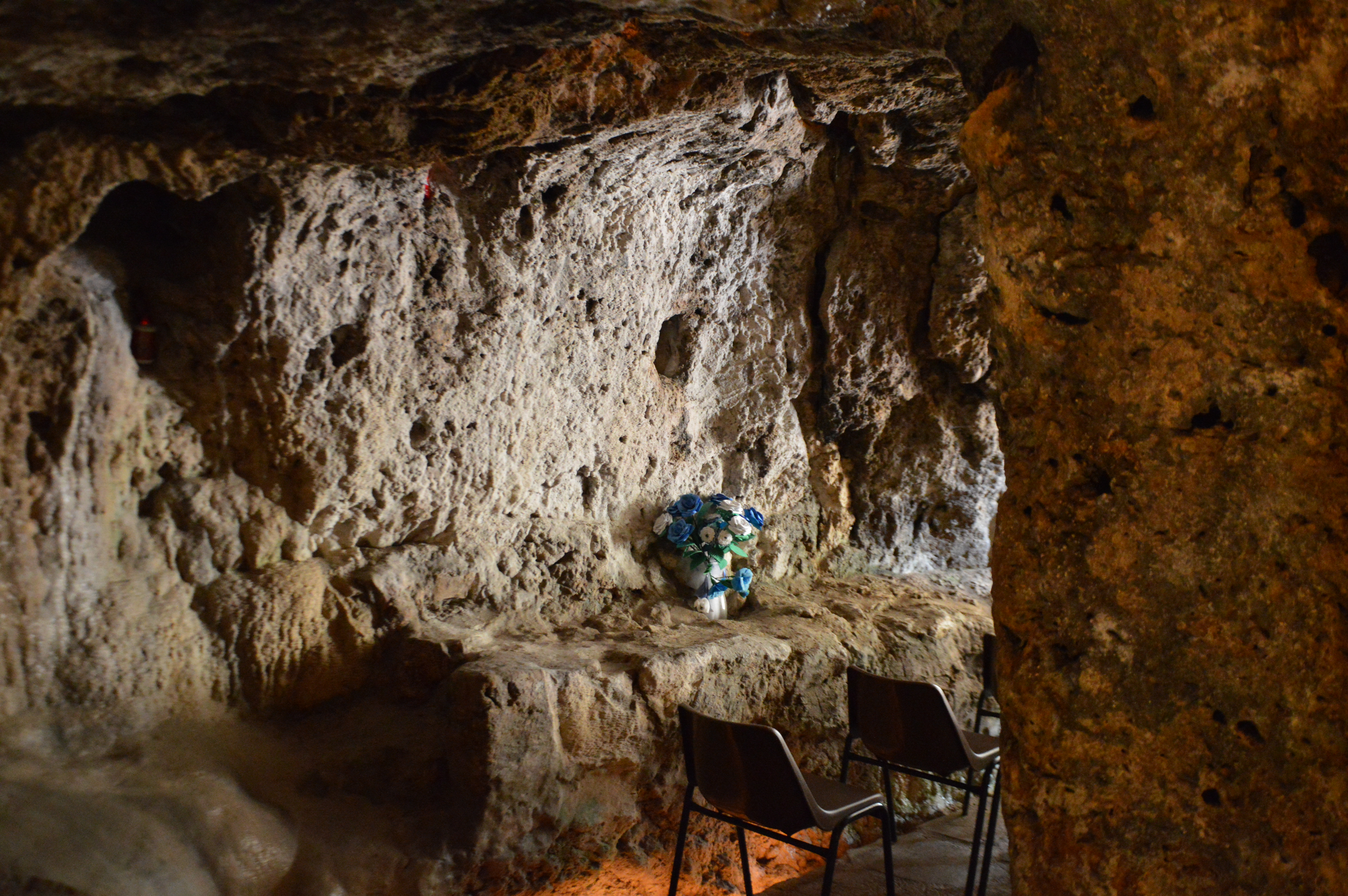
La grotta dell'eremo

- - Tradizioni. L'8 maggio da Liscia e da San Buono partono due processioni dirette verso il santuario che si incontrano poco prima di arrivarvi. All'arrivo a destinazione viene celebrata una messa. I fedeli, infine, fanno la coda per raccogliere l'acqua della grotta. L'ultimo venerdì di maggio si aggiungono i fedeli provenienti da Vasto. Una leggenda vuole che l'eremo sia stato fondato da un pastore quando, seguendo un piccolo toro che, accortosi che lo aveva smarrito, lo ritrovò all'ingresso della grotta ove gli apparve il santo cui sarà dedicato l'eremo.[9]
- Monastero di San Pietro. Oggi ne restano solo resti di blocchi di pietra, di grosse tegole e di un cimitero cristiano.[10]
- Case rurali in terra cruda ed in pietra a due livelli.[11]
- Tratturello di Liscia. Sito in località Monte Sorbo presso il sito della chiesa di Santa Barbara, oggi scomparsa.[11]

## Cultura

### Eventi
- 8 ed ultimo venerdì di maggio: San Michele Arcangelo
- 16 agosto: San Rocco
- 29 settembre: San Michele Arcangelo

## Società

### Evoluzione demografica
Abitanti censiti

## Amministrazione
| Periodo        | Periodo        | Primo cittadino                | Partito                         | Carica  | Note          |
| -------------- | -------------- | ------------------------------ | ------------------------------- | ------- | ------------- |
| 23 aprile 1995 | 13 giugno 2004 | Domenico Nicolino Masciantonio | Lista civica di Centro-sinistra | Sindaco | [ 14 ] [ 15 ] |
| 14 giugno 2004 | 7 giugno 2009  | Michele Valentino              | Lista civica                    | Sindaco | [ 16 ]        |
| 8 giugno 2009  | 25 maggio 2014 | Domenico Masciantonio          | Lista civica Insieme per Liscia | Sindaco | [ 17 ]        |
| 25 maggio 2014 | 26 maggio 2019 | Donato Di Giacomo              | Lista civica Tutti per Liscia   | Sindaco | [ 18 ]        |
| 26 maggio 2019 | 9 giugno 2024  | Donato Di Giacomo              | Lista civica Tutti per Liscia   | Sindaco | [ 18 ]        |
| 9 giugno 2024  | in carica      | Donato Di Giacomo              | Lista civica Tutti per Liscia   | Sindaco | [ 19 ]        |